# Přebor Olomouckého kraje 2013/2014
V soubojích 23. ročníku Přeboru Olomouckého kraje 2013/14 (jedna ze skupin 5. fotbalové ligy) se utkalo 16 týmů každý s každým dvoukolovým systémem podzim–jaro. Tento ročník začal v sobotu 10. srpna 2013 úvodními třemi zápasy 1. kola a skončil v neděli 15. června 2014 zbývajícími dvěma zápasy 30. kola. Mužstvo TJ Jiskra Oskava se před sezonou odhlásilo a soutěž se hrála s 15 účastníky.

## Nové týmy v sezoně 2013/14
- Z Divize D 2012/13 ani z Divize E 2012/13 nesestoupilo do Přeboru Olomouckého kraje žádné mužstvo.
- Ze skupin I. A třídy Olomouckého kraje 2012/13 postoupila mužstva TJ Medlov (vítěz skupiny A), FK Nové Sady (vítěz skupiny B) a FK Slavoj Kojetín-Kovalovice (2. místo ve skupině B).[1]

## Konečná tabulka
Zdroj: 
| Poř. | Tým                              | Z  | V  | R | P  | VG | OG | B  |
| ---- | -------------------------------- | -- | -- | - | -- | -- | -- | -- |
| 1.   | FK Kozlovice                     | 28 | 22 | 4 | 2  | 73 | 24 | 70 |
| 2.   | FK Nové Sady (N)                 | 28 | 19 | 6 | 3  | 74 | 33 | 63 |
| 3.   | TJ Sokol Lázně Velké Losiny      | 28 | 14 | 6 | 8  | 65 | 47 | 48 |
| 4.   | 1. HFK Olomouc „B“               | 28 | 14 | 5 | 9  | 53 | 38 | 47 |
| 5.   | FK Šternberk                     | 28 | 12 | 7 | 9  | 54 | 42 | 43 |
| 6.   | FK Slavoj Kojetín-Kovalovice (N) | 28 | 11 | 7 | 10 | 43 | 40 | 40 |
| 7.   | TJ Tatran Litovel                | 28 | 11 | 4 | 13 | 39 | 56 | 37 |
| 8.   | FC Želatovice                    | 28 | 11 | 4 | 13 | 49 | 56 | 37 |
| 9.   | TJ Medlov (N)                    | 28 | 10 | 6 | 12 | 50 | 55 | 36 |
| 10.  | Sokol Konice                     | 28 | 9  | 6 | 13 | 42 | 57 | 33 |
| 11.  | TJ FC Hněvotín                   | 28 | 9  | 4 | 15 | 49 | 52 | 31 |
| 12.  | FC Kralice na Hané               | 28 | 8  | 6 | 14 | 48 | 56 | 30 |
| 13.  | FK Troubky                       | 28 | 8  | 4 | 16 | 42 | 82 | 28 |
| 14.  | FC Dolany                        | 28 | 7  | 4 | 17 | 48 | 65 | 25 |
| 15.  | TJ Sokol Ústí                    | 28 | 4  | 9 | 15 | 36 | 62 | 21 |

Poznámky:
- Z = Odehrané zápasy; V = Vítězství; R = Remízy; P = Prohry; VG = Vstřelené góly; OG = Obdržené góly; B = Body; (S) = Mužstvo sestoupivší z vyšší soutěže; (N) = Mužstvo postoupivší z nižší soutěže (nováček)

|  | Postup do Divize E 2014/15                             |
|  | Sestup do I. A třídy Olomouckého kraje – sk. B 2014/15 |